# Gagnefsdräkten

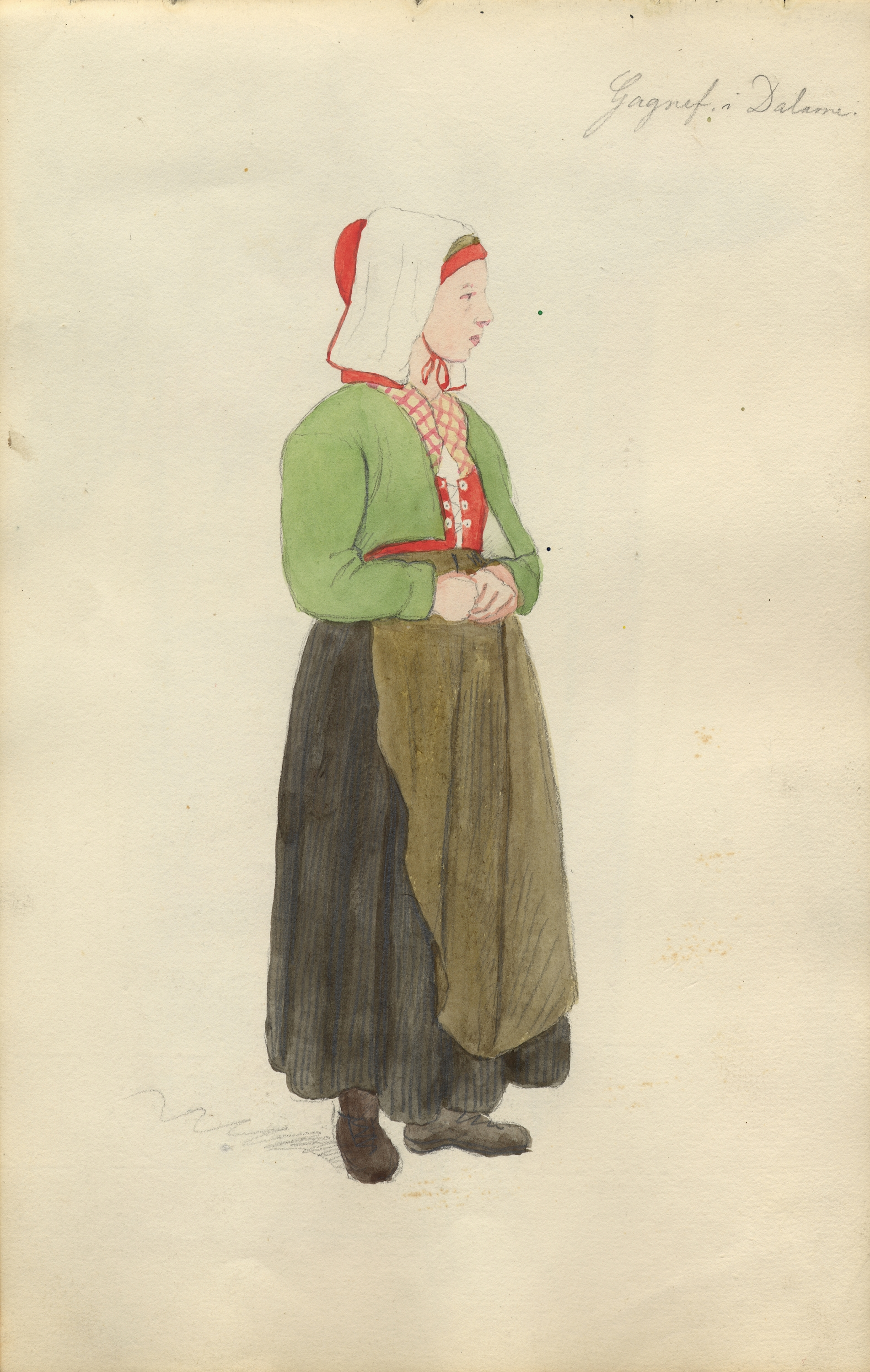
Akvarell. Gagnef i Dalarna Stående ung kvinna i helfigur i dräkt.. Ur Skissbok av A. J.G. Virgin - Nordiska museet - NMA.0063833

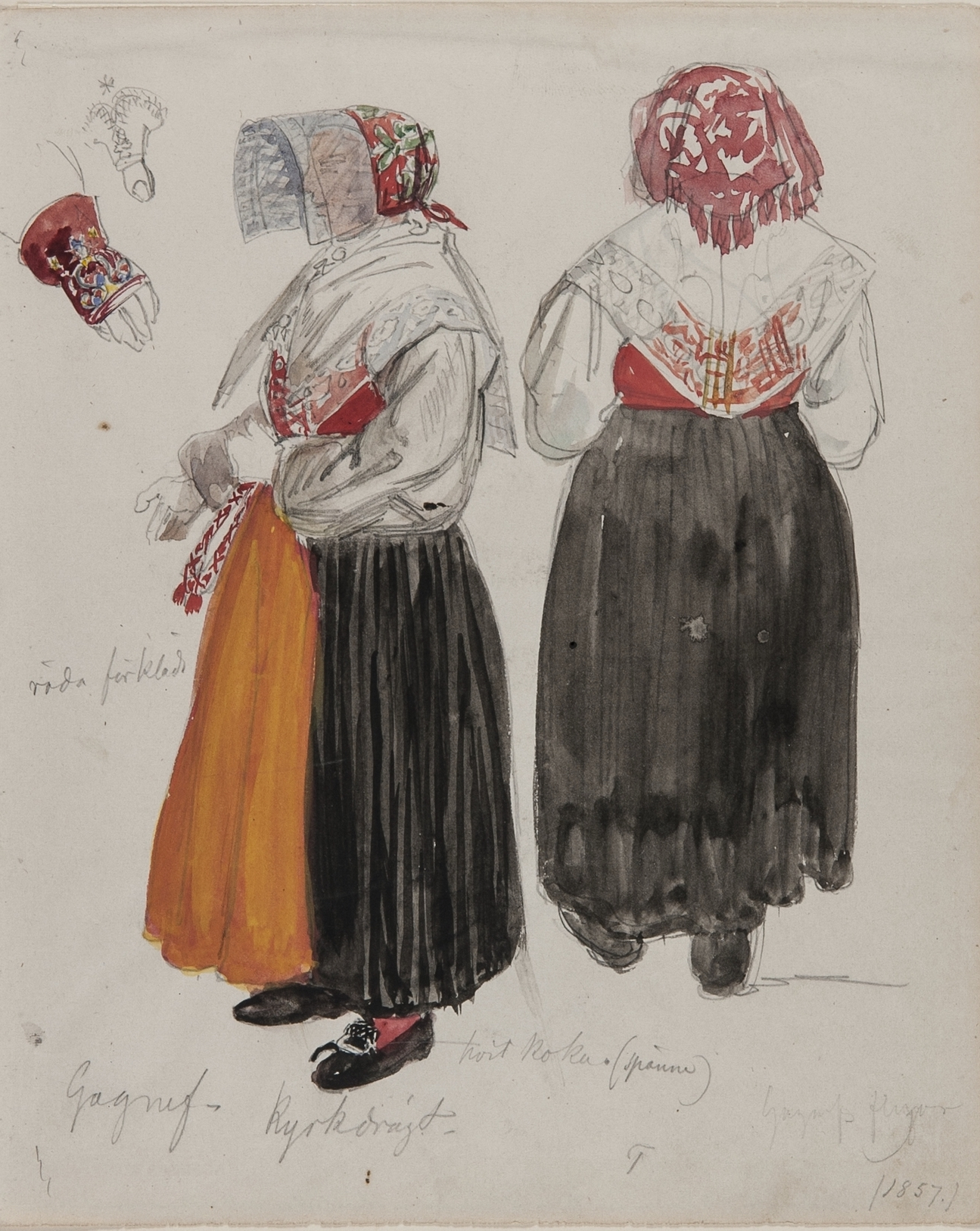
Kvinna iklädd Gagnefdräkt. År 1857.

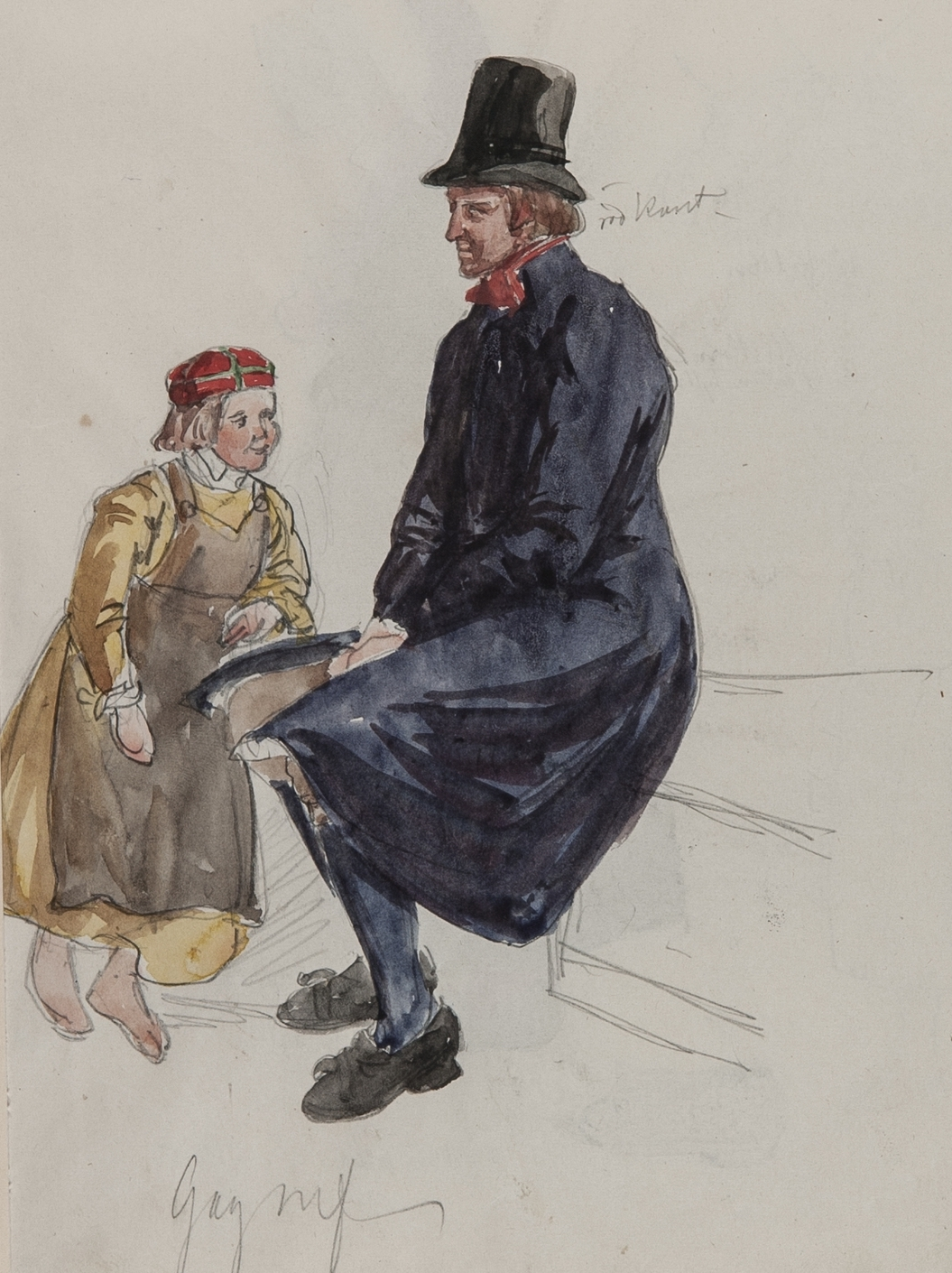
Mans- och pojkdräkt från Gagnef, Dalarna.

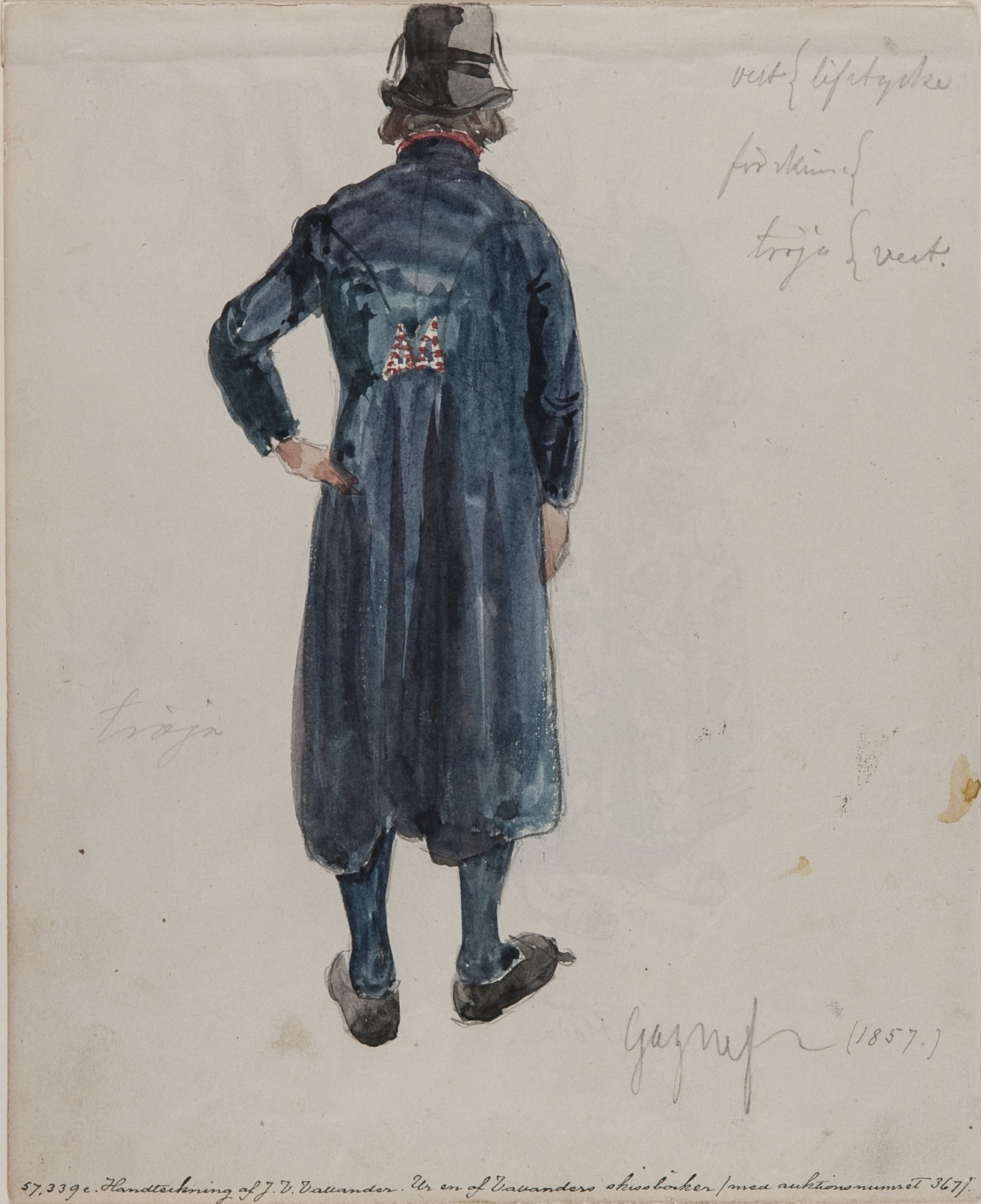
Man iklädd Gagnefdräkt. År 1857.

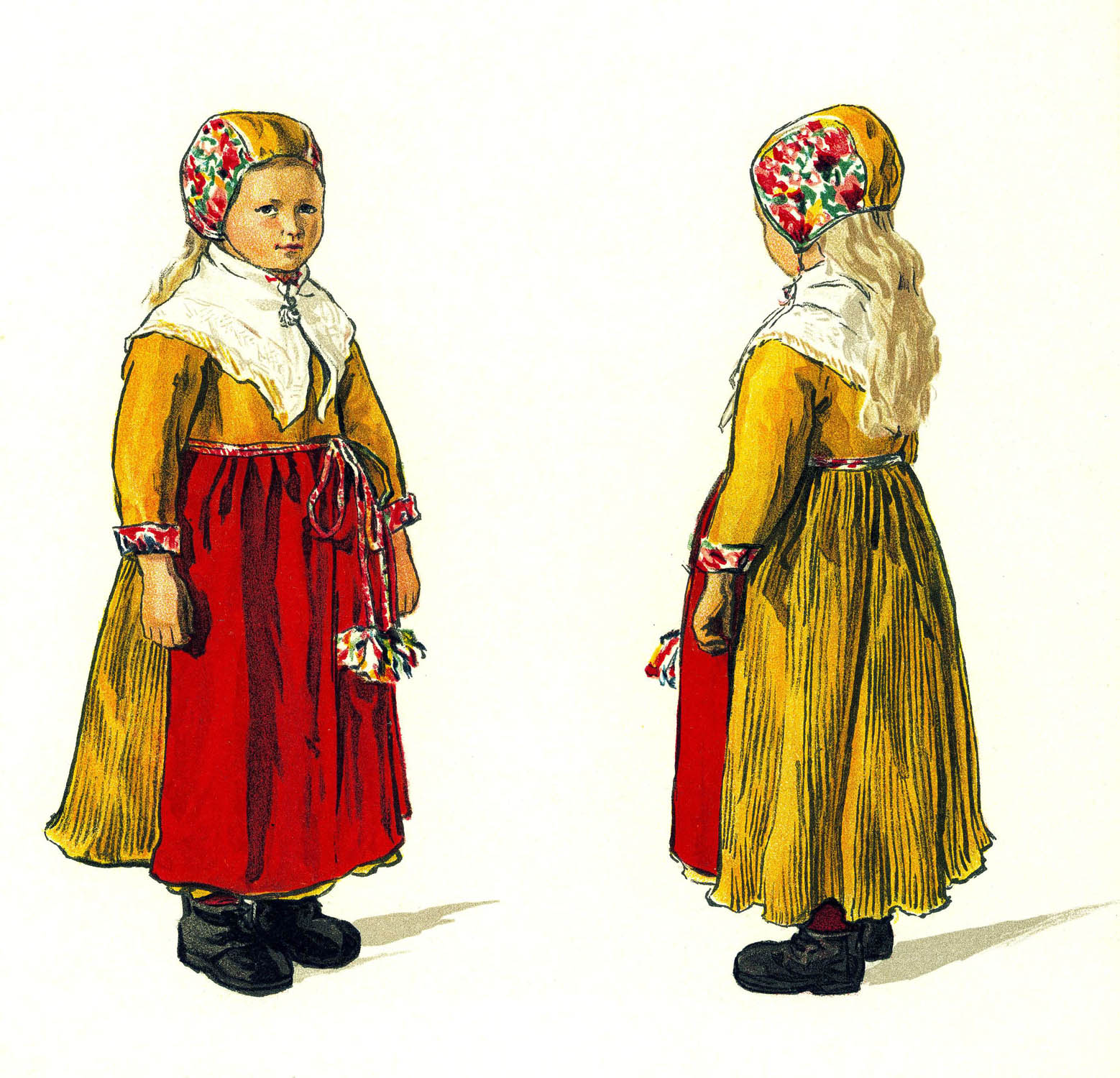
Folkdräkt, barn. Sommarkolt för småkullor. Gagnefs socken, Dalarna. Emelie von Walterstorff - Nordiska Museet - NMA.0035328

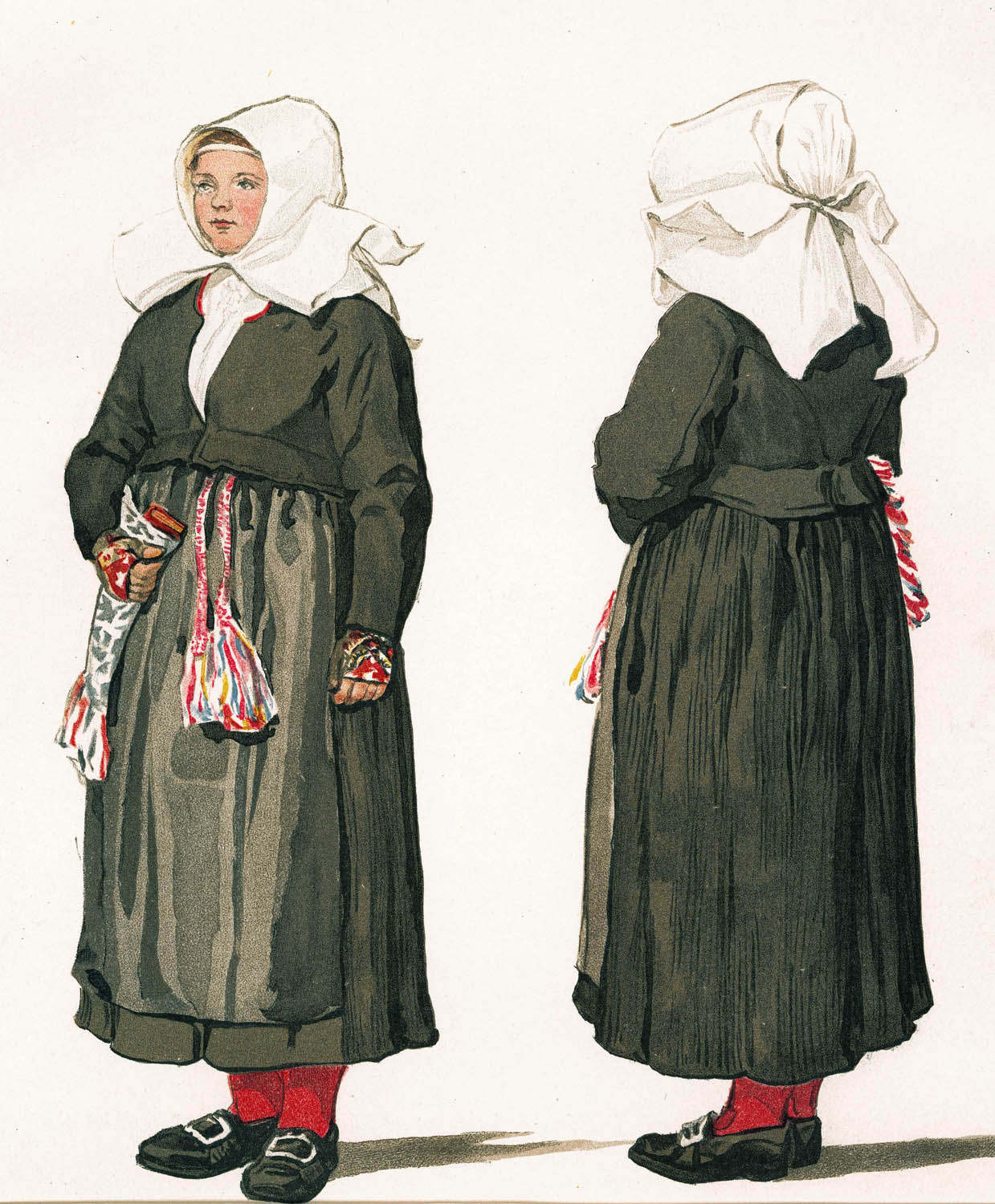
Folkdräkt, högtidsdräkt. Gagnefs socken, Dalarna. Emelie von Walterstorff - Nordiska Museet - NMA.0027747

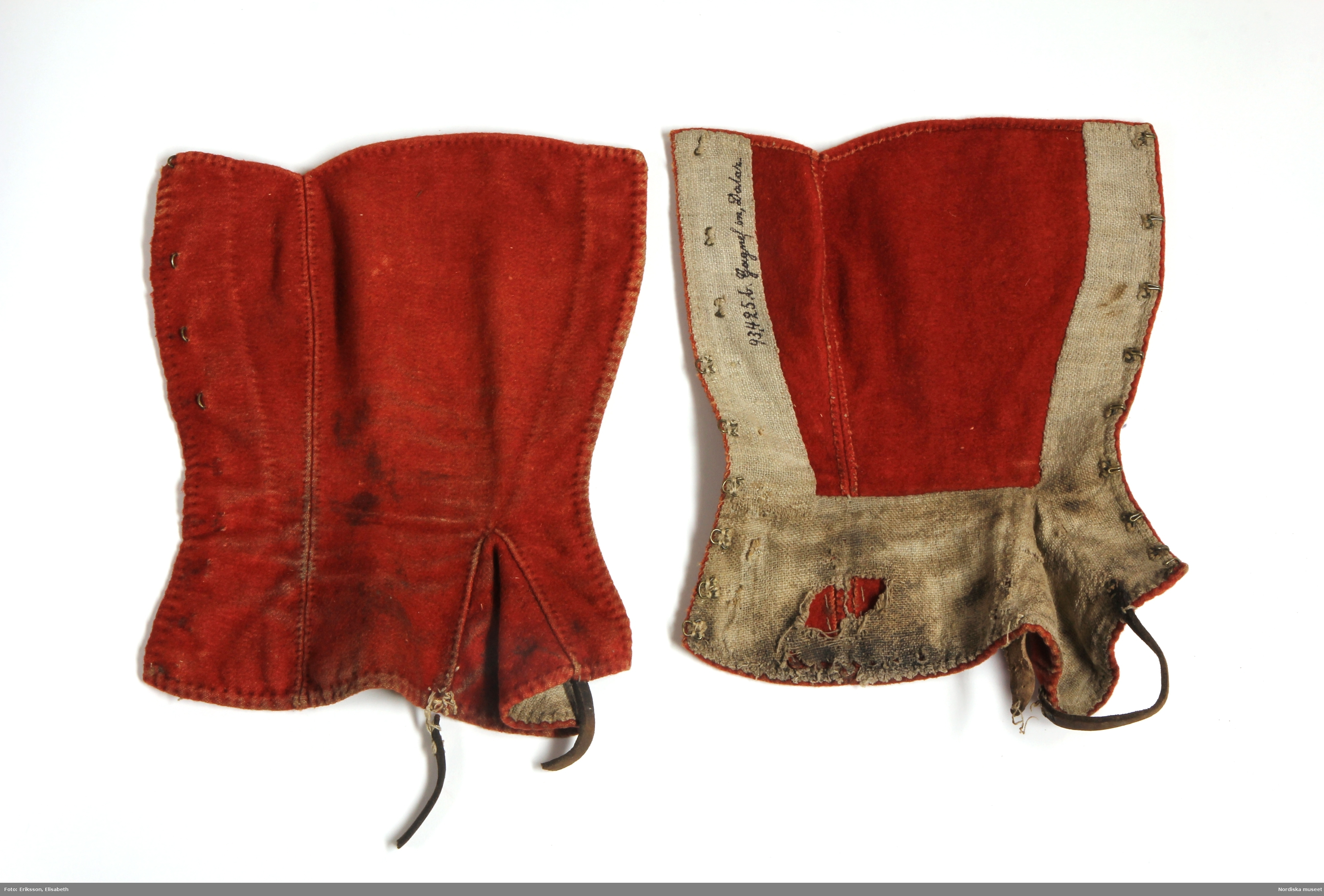
Damasker/snösockor från Gagnef

Gagnefsdräkten är en folkdräkt (eller sockendräkt) från Gagnefs församling i Dalarna.

## Mansdräkt
Gagnefs mansdräkt består av:
- livstycke/väst
  - rött i grovt vadmal (både fram och bak), avrundat nertill fram och med något slag bak. Knäppt mitt framtill och med knäppt midja fram utan "förslag" med en tät rad av stora Gustafsknappar samt med "remställning av sämsskin att häkt på knappan". Knäppt med enkel knapprad utan förslag. Långt så att det hängde nedanför livremmen. Skörten hängde långt ned på höften, och var "klifna" bak så att de spärrade ut när man gick med händer i fickorna.
  - blått med två knapprader, äldre livstycken med en knapprad. Efterträdare till det röda livstycket.
- livrem - av läder, bars utanpå rött livstycke. Mer än ett "kvarter" bred med fyra läderremmar. Livremmen köptes i Falun och var röd så länge den var ny. Användes även i Rättvik, Leksand, Malung och Mora.
- skjorta - utan förslag och var öppen långt ner på bröstet.
- tröja
  - rödtröja - en äldre del som bars bara av rika och användes endast vid högtider ("grannlåtsdagar som missumerdan å juldan"). Även vit sådan. Nådde ned till knäna. Fodrad en bit in på framstyckena, i övrigt ofodrad.
  - blåtröja - efterträdare till rödtröjan. Sydd som en midjerock med söm i livet och långa skört. Utan midjesömmar, knäppt mitt fram och utan förslag. Stycken helskurna uppifrån och ned. Bak fanns en "pungställning" eller ett "pös", opressad och mycket "klumsugt". Jämfört med Rättvikskarlars tröja hade den behållit gamla tiders knäppning mitt fram, den rakskurna fasonen och längden till knäna. Gick även under namnet tröja. Ofodrad. Höll sig kvar länge som brudgumsrock.
  - långrock
    - det rådande empiremodet ändras blåtröjan till en midjeskuren långrock med dubbelt förslag. Bibehåll det gamla namnet tröja. Det blå livstycket avkortades och fick två knapprader.
    - långrock (svart) - svart med vida skört efterträdde den midjeskurna blåjackan fram emot 1800-talet mitt då det svarta mer och mer kom i bruk. Denna blev en kyrkrock, som ännu var i bruk under 1900-talet början. Till denna användes blågredelina strumpor.

  - väst - empirimodet gav upphov till en kort blå jacka (väst) med dubbelt förslag och dubbla knapprader. Den fick öknamnet halvstopsjacka.
- förskinn - satt under livstycket.
- huvudbonad - röd strutthätta. Möjligen en lisselhätta.
- kravatt - välbehövlig för att skyla skjortöppningen med.
- nattkappa - av något slag bars till kyrkdräkten.
- halsduk - vit, lång rikt krusad sådan av vitt linne bars av brudgummen.
- strumpor - vita. Till svart långrock bars blågredelina strumpor.
- "klafskor" - med stora silverglänsande spännen.
- bergsmanskäpp - prydlig sådan med yxhandtag.
- kavaj - kring 1910 togs en slät, tvärskuren kavaj i bruk. Denna kunde användas både civilt och till Gagnefdräkten.
- skinnpälsar - genomgick samma öde som tröjorna och rockarna. Dessa ska ha varit knäppta fram med läderremmar och knappar. Sedan kom "medjepälsen" med dubbelt förslag och dubbla knapprader, och efter det kom skinnkavajen.
- kjortel - svarta, röda grön och någon gul av grov fyrskäftad vadmal, samt ibland rasktyg.

Vid år 1915 hade dräktskiktet nästan helt försvunnit och ersatts av den släta, tvärskurna kavajen.
Vad gäller de grova, gamla vadmalskläderna kom pressjärn och pressning aldrig i fråga, och vadmalen "var ej god att tas med". Den var "fyrskäftad" och styv och av helull både till ränning och inslag. Inslaget var grovt som en pinne eller griffel. Sömmarna kunde varken vikas eller pressas gjordes så att de först syddes av det grova lärftfodret fast vid vadmalsstyckena en liten bit från kanten, sedan hopkastades styckena från avigsidan med dubbel hemgjort tråd, och till sist vändes sömmen och från rätan trädes en enkel tråd från det ena stycket in i det andra ut och in ett slags trensning, osynlig inuti vadmalen. Detta kallas att iträ och med ett ännu äldre ord att närla.

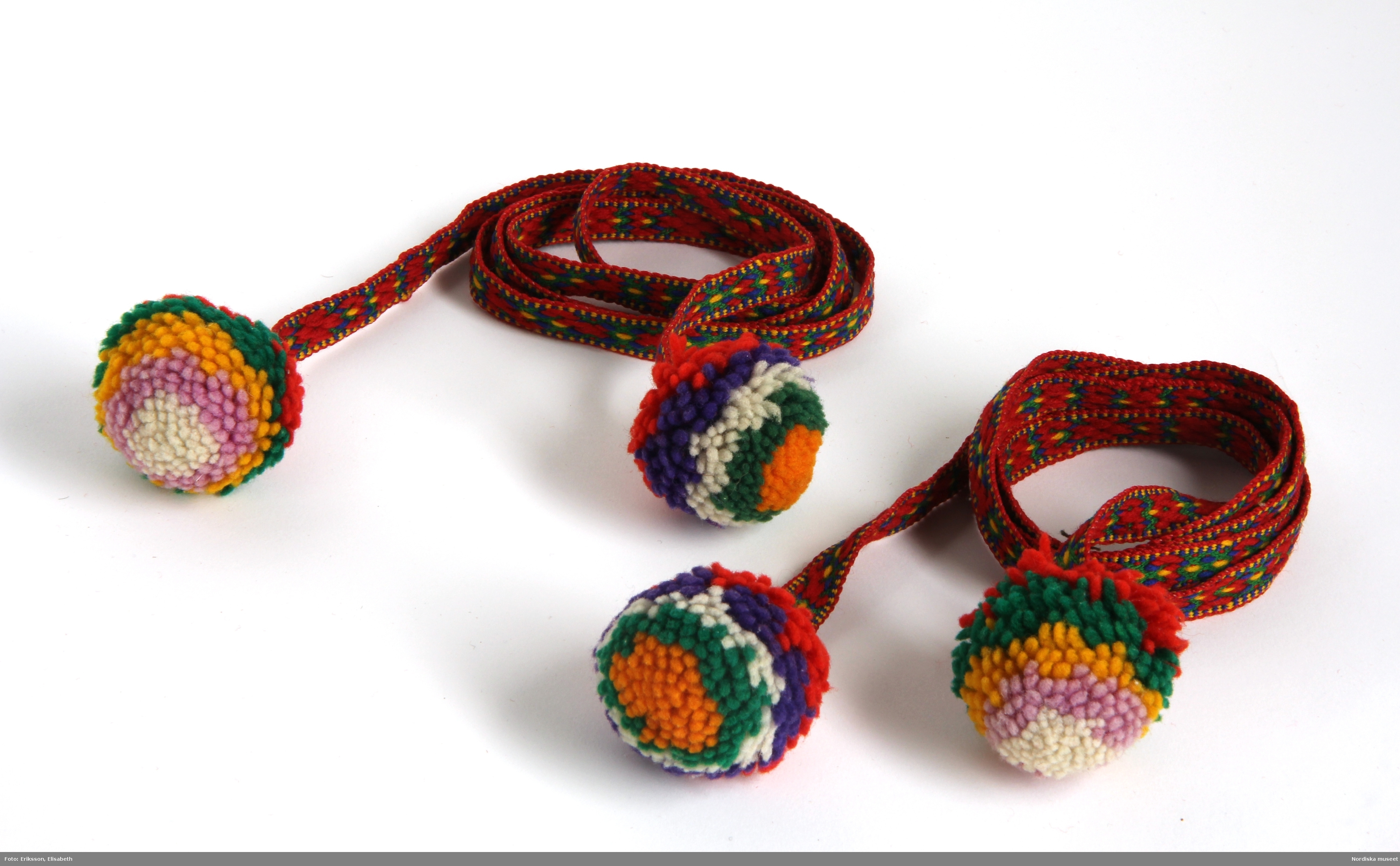
Strumpeband insamlade av Nordiska museet 1902.